# 라우 르 크루제
라우 르 크루제(영어: Rau Le Creuset, 일본어: ラウ・ル・クルーゼ)는 TV 애니메이션 《기동전사 건담 SEED》에 등장하는 가공의 인물이다. 성우는 세키 토시히코가 담당하였다.

## 캐릭터 개요
애니메이션 작품 《기동전사 건담 SEED》 제1화부터 등장한다. 또한 《기동전사 건담 SEED》 시리즈 및 건담 시리즈 등 각종 미디어 믹스에도 등장한다.
감독인 후쿠다 미츠오는 인터뷰에서 "크루제의 내면에는 인류를 멸망시키고 싶은 자신과 그렇게 하고 싶지 않은 자신이 동시에 존재했고, 자신에게 미래가 없다는 것을 알고 죽을 시기를 기다리고 있었다. 프레이를 내보낸 것은 의식적으로 문을 연다기 보다 동전 던지는 내기의 감각에 가까웠고, 세계의 운명을 결정하는 중요한 장면을 인지를 초월한 곳에 판단을 맡기고, 결과 데이터는 지나갔기 때문에 갈 데까지 갈 수 밖에 없다고 생각했다"는 견해를 보였다. 또한 크루제는 스스로 기체를 조종하고 싸우면서도 이를 달관하고 자신을 지켜보며 키라가 자신을 멈추게 할 수 있을지에 대해 흥미를 느끼고 있었다고 한다. 마지막에 미소를 지으며 죽은 것은 자신을 멈추게 한 것에 대한 납득과 안도에 의한 것이라고 언급하고 있다. 무우나 키라에게 "너와 싸우다 죽는 것이 숙원이다"라는 말을 했던 것도 이러한 마음에서이다. 후쿠다는 크루제에게 있어서 키라는 "미워하면서도 자신과 마찬가지로 개인의 욕망으로 인해 인위적으로 만들어진 그림자와 같은 존재로 사랑스럽게 생각했다"라고 설명하고 있다.
시리즈 구성을 담당한 모로사와 치아키는 인터뷰에서 크루제 본인은 인간다운 행복을 기대하고 있었지만, 자신의 신체적인 운명으로 인해 절망적인 생각에 이른 것은 아닌가라고 말하고 있다.

## 같이 보기
- 기동전사 건담 SEED